# Nunatak Storozhevoj
Nunatak Storozhevoj (englische Transkription von russisch Нунатак Сторожевой Nunatak Storoschewoi, deutsch ‚Wachhund-Nunatak‘) ist ein Nunatak im ostantarktischen Mac-Robertson-Land. Er ragt unmittelbar südwestlich des Wilson Bluff nahe dem Kopfende des Lambert-Gletschers auf.
Russische Wissenschaftler benannten ihn.